# Honkala Island
Honkala Island ist eine 1 km lange Felseninsel im Archipel der Windmill-Inseln vor der Budd-Küste des ostantarktischen Wilkeslands. Sie gehört zur Gruppe der Swain-Inseln und liegt vor der Südostküste der Insel Burnett Island.
Die Insel wurde anhand von Luftaufnahmen der US-amerikanischen Operation Highjump (1946–1947) kartiert. 1957 nahmen Wissenschaftler der Wilkes-Station unter der Leitung des US-amerikanischen Polarforschers Carl R. Eklund (1909–1962) eine Vermessung vor. Eklund benannte sie nach Rudolf Aarne Honkala (1924–2008), leitender Meteorologe der Überwinterungsmannschaft auf der Wilkes-Station während des Internationalen Geophysikalischen Jahres (1957–1958).